# Porožnij rejs
Porožnij rejs (Порожний рейс) è un film del 1962 diretto da Vladimir Jakovlevič Vengerov.